# Benzylamin
Benzylamin ist eine chemische Verbindung, die aus einer Benzylgruppe und einer daran gebundenen Aminogruppe besteht. 

## Darstellung
Für Benzylamin gibt es diverse Synthesen:
- Umsetzung von Benzylchlorid mit Ammoniak[5]
- Reaktion von N-Benzylphthalimid mit Hydrazin nach dem Prinzip der Gabriel-Synthese[5]
- aus Benzylbromid und Acetamid und anschließende Spaltung der Amidbindung[5]
- Reduktion (Hydrierung) von Benzamid oder Benzonitril[5] mit Lithiumaluminiumhydrid

## Eigenschaften
Benzylamin ist eine farblose, schwer entzündliche, an der Luft rauchende Flüssigkeit mit ammoniakartigem Geruch, welche vollständig mischbar mit Wasser ist. Es zersetzt sich ab einer Temperatur über 300 °C, wobei Toluol, Benzonitril, Stilben, Bibenzyl, Ammoniak, Stickstoffoxide, Kohlenmonoxid und Kohlendioxid entstehen.

### Sicherheitstechnische Kenngrößen
Benzylamin bildet entzündliche Dampf-Luft-Gemische. Die Verbindung hat einen Flammpunkt bei 65 °C. Der Explosionsbereich liegt zwischen 0,7 Vol.‑% als untere Explosionsgrenze (UEG) und 8,2 Vol.‑% als obere Explosionsgrenze (OEG). Die Zündtemperatur beträgt 390 °C. Der Stoff fällt somit in die Temperaturklasse T2.

## Verwendung
Es handelt sich um eine häufig eingesetzte Ausgangsverbindung in der organischen Synthesechemie.